# San Isidro Chinantilla
San Isidro Chinantilla är en ort i Mexiko.   Den ligger i kommunen San Juan Bautista Valle Nacional och delstaten Oaxaca, i den sydöstra delen av landet, 400 km sydost om huvudstaden Mexico City. San Isidro Chinantilla ligger 67 meter över havet och antalet invånare är 694.
Terrängen runt San Isidro Chinantilla är kuperad åt nordväst, men åt sydost är den bergig. San Isidro Chinantilla ligger nere i en dal. Runt San Isidro Chinantilla är det ganska glesbefolkat, med 47 invånare per kvadratkilometer. Närmaste större samhälle är San Juan Bautista Valle Nacional, 8,2 km sydväst om San Isidro Chinantilla. I omgivningarna runt San Isidro Chinantilla växer i huvudsak städsegrön lövskog.